# Бессмертие в художественной литературе
Бессмертие — распространённая тема в художественной литературе. Концепция появляется ещё во времена «Эпоса о Гильгамеше», самого древнего из известных произведений художественной литературы. Первоначально появившись в области мифологии, позднее тема стала повторяющимся элементом в произведениях жанра ужасов, научной фантастики и фэнтези. На протяжении большей части истории литературы преобладала точка зрения, что стремление к бессмертию ошибочно, хотя и сильно; среди предполагаемых недостатков — тоска, одиночество и социальная стагнация. Эта точка зрения была оспорена в XX веке такими писателями, как Джордж Бернард Шоу и Роджер Желязны. Бессмертие обычно получают либо от сверхъестественных сущностей или объектов, таких как Фонтан молодости, либо с помощью биологических или технологических средств, таких как пересадка мозга.

## История

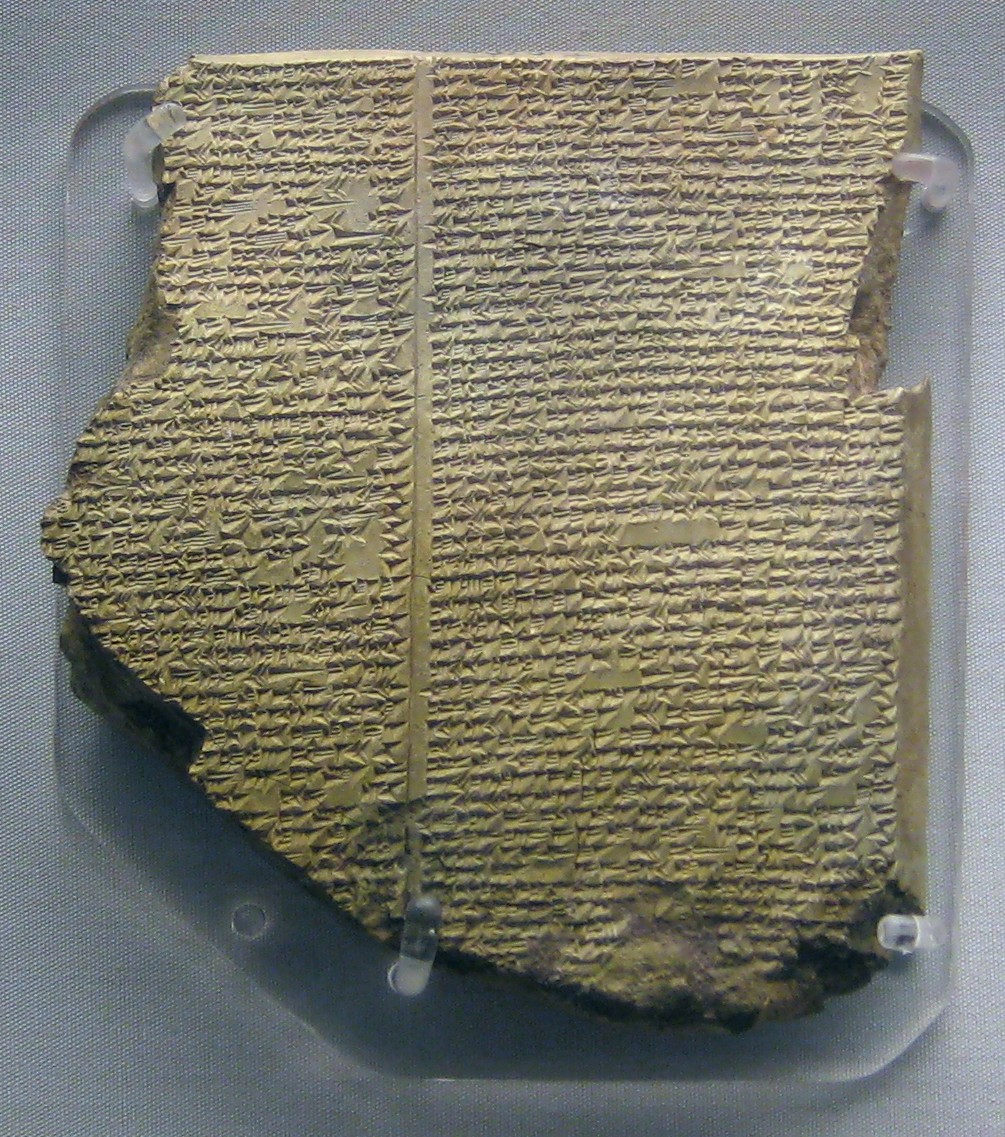
Табличка с «Эпосом о Гильгамеше»

Древнейшее известное вымышленное повествование о бессмертии также и древнейшее из сохранившихся произведений художественной литературы: «Эпос о Гильгамеше», древнее шумерское сказание, написанное около 2100 года до н.э. Несколько древнегреческих мифов изображают смертных, таких как Ганимед и Тифон, которым боги даровали вечную жизнь. Под влиянием даосской философской мысли китайская художественная литература изображает бессмертие по крайней мере с 1500-х годов. Нескольким историческим личностям было приписано бессмертие после естественной смерти, включая Николя Фламеля и графа Сен-Жермена. В артуровском цикле сэр Галахад обретает бессмертие благодаря Святому Граалю. В средневековой Европе возникла христианская легенда об Агасфере, в которой человек был проклят на вечную жизнь за проступок против Иисуса Христа. Эта история затем снова и снова перерабатывалась многочисленными авторами на протяжении веков и в 1800-х годах, причём Иоганн Вольфганг фон Гёте и Александр Дюма создали свои собственные версии, которые остались незаконченными. В 1800-х годах также появилось несколько готических историй об отрицательных сторонах бессмертия. Прогресс в области медицины вдохновил научно-фантастические рассказы о бессмертии в конце 1800-х и начале 1900-х годов; большинство из них относились к перспективе вечной жизни не очень хорошо, но появлялись и более позитивные произведения. К 1930-м годам мнения разделились на благоприятные и неблагоприятные для бессмертия, причем такие авторы, как Нил Р. Джонс и Лоуренс Мэннинг, писали рассказы, в которых оно открывает возможности, а другие, такие как Д. Д. Шарп и Деймон Найт, изображали его как причину стагнации. Подобное разделение продолжалось, по крайней мере, до 1960-х годов. После исследований в области биотехнологий и крионики, концепция о том, что отсутствие необходимости умирать от старости может вскоре стать медицинской реальностью, приобрела популярность — это отражено в нехудожественных произведениях «Перспектива бессмертия» Роберта Эттингера 1964 года и «Завоевание смерти» Элвина Сильверстайна 1979 года — и, по крайней мере, с 1980-х годов наблюдается тенденция более аналитического рассмотрения бессмертия в художественной литературе, а также философских конспектов.

## Типы бессмертия
Изображения бессмертия различаются по ряду признаков. Общей чертой всех типов является неопределённо долгая жизнь. Отсутствие старения — то есть вечная молодость — обычно также присутствует, хотя существуют и исключения, такие как греческий миф о Титоне и Струльдбругги из романа Джонатана Свифта «Путешествия Гулливера», написанного в 1726 году. Бессмертие может включать или не включать невосприимчивость к смерти от травм; чтобы провести различие между этими понятиями, бессмертие без этого свойства может обозначаться другими терминами, такими как «emortality», термин, используемый Аланом Харрингтоном и Элвином Сильверстайном, или «посмертие», термин, используемый Майклом Хаускеллером. Кэрол Залески различает несколько различных типов бессмертия, в основном физическое бессмертие или «вечное долголетие», и бессмертие души, причем последнее подразделяется по другим признакам, например, является ли оно врождённым или его необходимо приобрести. В художественной литературе встречается в основном физическое бессмертие, а бессмертие души в основном относится к области религии и философии.
Наиболее распространенной формой бессмертия является бессмертие одного человека, проживающего одну жизнь, но есть также истории, в которых несколько существ сливаются в бессмертную сущность — например, роман Грега Бира «Музыка крови» 1985 года — и истории, в которых один человек проживает несколько жизней подряд, что напоминает реинкарнацию. Полный иммунитет к смерти редко встречается вне религиозных контекстов и обычно имеет нетелесную природу. В научной фантастике иногда встречается бессмертие не живых существ, а всей вселенной, преодолевая проблемы, вызванные энтропией, препятствующей самовоспроизведению; одним из примеров является роман Айзека Азимова «Сами боги» 1972 года.
Бессмертие, наблюдаемое, например, у зомби и вампиров, иногда считается одной из форм бессмертия, а иногда рассматривается как отдельное понятие. Иногда вампиров считают бессмертными, в отличие от зомби, которых считают нежитью. Бессмертие вампиров характеризуется как условное, поскольку для его поддержания необходим постоянный доступ к человеческой крови. Бессмертие зомби, с другой стороны, характеризуется потерей личности.
Произведения фантастики с бессмертием можно классифицировать по количеству бессмертных: один, несколько или все. Произведения с одинокими бессмертными можно дополнительно разделить на те, где бессмертие героя держится в тайне, и те, где оно не является таковым. И наоборот, в повести Фредерика Пола 1990 года «Превзойти мёртвых» есть одинокий смертный в мире, где все остальные бессмертны, но в фильме 2009 года «Господин Никто» обратная ситуация.

## Повествовательная функция
Авторы часто используют бессмертие как тему в вымышленных рассказах, чтобы исследовать его последствия для общества и человека в качестве мысленного эксперимента. Во многих подобных историях бессмертие служит предостережением. Оно также используется для социального комментария и как основа для утопической и антиутопической фантастики. В других произведениях оно функционирует как макгаффин, обеспечивая мотивацию персонажей в качестве цели, к которой нужно стремиться. Бессмертие иногда используется для того, чтобы рассказывать истории, которые охватывают период времени, превышающий нормальную человеческую жизнь, без замены главных героев. Иногда оно является лишь фоновой характеристикой, используемой для того, чтобы намекнуть на высокий уровень научно-технического прогресса.

## Средства достижения

Фонтан молодости

Средства, с помощью которых достигается бессмертие, разнообразны: от традиционного Фонтана молодости и эликсира жизни до передовой медицины и технологий. Некоторые авторы предполагают, что научный прогресс в конечном итоге приведёт к бессмертию, и по этой причине люди, живущие в далеком будущем, часто изображаются достигшими этой цели, в том числе в романе Артура Кларка «Город и звезды» 1956 года. Распространённым мотивом является бессмертие, полученное за счёт смерти других людей. Примерами могут служить многочисленные истории о вампирах, где бессмертие вампиров поддерживается за счёт выпитой человеческой крови, фильм 2011 года «Время», где время жизни переходит от множества бедняков к богатой элите, так что бессмертие немногих зависит от смерти многих, и роман Нормана Спинрада 1969 года «Жук Джек Баррон», где источником бессмертия являются ткани убитых детей.

### Биологические и медицинские
Бессмертие достигается путём избирательной селекции и евгеники в таких произведениях, как роман 1942 года «Дети Мафусаила» Роберта Хайнлайна и роман 1930 года «Последние и первые люди» Олафа Стэплдона. До первых успешных переливаний крови, в некоторых рассказах конца 1800-х годов была представлена идея о том, что такие процедуры могут омолаживать, продлевая жизнь, в том числе в рассказе Роберта Дункана Милна «Человек, который снова помолодел» 1887 года; в рассказе Жоржа Экхоуда 1884 года «Сердце Тони Ванделя» подобным образом используется пересадка сердца. Кровь также является источником бессмертия в романе Джеймса Эдвина Ганна 1962 года «Бессмертные», где в результате генетической мутации появляется кровь, дарующая бессмертие, которое, соответственно, стремятся получить другие. В других произведениях бессмертие также иногда изображалось как врождённое или непреднамеренное; некоторые фантастические существа, такие как эльфы в произведениях Джона Рональда Руэла Толкиена бессмертны по своей природе, главный герой фильма 2007 года «Человек с Земли» — обычный человек, который перестал стареть по неизвестным причинам около 14 000 лет назад, а роман Рене Баржавеля «Великий секрет» рассказывает об открытии высококонтагиозного вируса, который даёт бессмертие тем, кто им заражён. В рассказе «Реинкарнированный гигант» китайского автора Ван Цзинькана 2005 года бессмертие достигается путём замены стареющих частей тела по одной за раз. В некоторых историях бессмертие достигается путем симбиоза с другими формами жизни, обычно инопланетными. В качестве примеров можно привести рассказ Джорджа Р. Р. Мартина «Песня для Лии» 1974 года, роман Ф. Пола Уилсона «Целитель» 1976 года и роман Энн Маккэффри «Певцы Кристаллов» 1982 года. Лекарства, продлевающие жизнь на неопределенный срок за счёт остановки процесса старения, описаны, в частности, в романе Джеймса Блиша «У них будут звезды» 1956 года, романе Фрэнка Герберта «Дюна» 1965 года и романе Пола Андерсона «Мир без звёзд» 1966 года.

### Технологические
Бессмертие достигается с помощью медицинских наноботов в романе Джеффри Карвера «С меняющейся звезды» (1989). В романе Джо Холдемана «Вечная война» (1974) бессмертие вызвано парадоксами, возникающими при путешествии во времени. Бессмертие разума иногда достигается путем периодического перемещения его в новое физическое тело, перенося либо только сознание, как в романе Альфреда ван Вогта «Мир Нуль-А» (1948), либо пересаживая весь мозг, как в романе Майкла Дж. Кони 1974 года «Друзья приходят в коробках»; в некоторых произведениях, таких как роман Джона Варли 1977 года «Горячая линия Офиучи», новое тело является клоном оригинального человека, а в других, таких как фильм 2017 года «Прочь», — совершенно другим человеком. Подобным образом черты личности передаются от одного человека к другому, используя малярийного паразита в качестве переносчика, чтобы обрести форму бессмертия в романе индийского писателя Амитава Гоша «Хромосома Калькутты» (1995).

#### Цифровые
Общая тема киберпанка — цифровое бессмертие, достигаемое путём переноса сознания человека в компьютер. Один из вариантов этой концепции предполагает, что загруженный разум находится в сознании машины, как в трилогии Уильяма Гибсона «Спроул», начиная с романа «Нейромант» 1984 года. Отношение к такому виду существования варьируется в разных рассказах и внутри них. В романе Дэмиена Бродерика 2002 года «Трансценденция» приводится аргумент, что это должно быть не более непривлекательно, чем искусственные части тела, а в романе Джона Кроули 1979 года «Engine Summer» это рассматривается как вид тюремного заключения. В серии романов Фредерика Пола 1977—2004 годов «Сага о Хичи» один персонаж наслаждается возможностями, предоставляемыми огромной вычислительной мощью, доступной непосредственно разуму, в то время как другого страшит перспектива отбыть весь срок тысячелетнего тюремного заключения. В романе Грега Игана «Лестница Шильда» 2002 года цифровое существование настолько убедительно, что его можно принять за физический мир, а в романе Игана «Город перестановок» 1994 года поднимается вопрос о том, является ли загруженный разум тем же самым человеком или просто копией. Другой вариант концепции встречается в романе Артура Кларка «Город и звезды», где загруженный разум хранится без сознания для переноса в новое тело, когда оно становится доступным, а затем загружается снова, когда тело умирает, что позволяет иметь неограниченное количество последовательных жизней.

#### Крионика
Крионика используется как средство продления жизни до того момента, когда, как ожидается, появится бессмертие, в некоторых рассказах, например, в рассказе Брайана Стэблфорда 1986 года «И он, не занятый рождением…». Писатели-фантасты обычно пессимистично смотрят на эту идею, предвидя различные проблемы; бессмертие не становится доступным в обещанные сроки в романе Клиффорда Саймака 1967 года «Зачем звать их обратно с небес?», в романе Андерса Бодельсена «Точка замерзания» (1969), а в рассказе Ларри Нивена «Беззащитные мертвецы» (1973) сохранённые тела используются для получения органов.

### Сверхъестественные и магические
Алхимическое вещество, известное как философский камень, считается способным даровать вечную жизнь в таких произведениях, как роман Уильяма Годвина «Святой Леон» 1799 года. В романе Натали Бэббит «Вечный Тук» 1975 года семья становится бессмертной после того, как выпила воды из волшебного источника. Волшебники часто бессмертны, и сама магия может быть причиной их бессмертия. Волшебная Страна Оз из серии книг «Оз» Фрэнка Баума дарует бессмертие живущим там людям, и аналогично города Тукван и Левенсвейл в романе ганского писателя Коджо Лейнга 1988 года «Женщина с аэроплана» бессмертны в силу того, что существуют вне обычного времени. Бессмертие иногда даруется людям богами (как в греческом мифе о Ганимеде) или инопланетянами (как в романе Клиффорда Саймака 1963 года «Пересадочная станция») или получено в результате сделки с дьяволом; главный герой романа Оскара Уайльда «Портрет Дориана Грея» 1890 года получает портрет, который стареет вместо него в результате непреднамеренного заключения такой сделки. Легенда о корабле-призраке «Летучий голландец» предполагает, что бессмертие было дано в качестве божественного возмездия за богохульство капитана. Существует несколько историй, в которых всеобщее бессмертие вызвано тем, что персонификация Смерти становится (временно) недееспособной, как в аллегорическом романе Теодора Поуиса «Unclay» 1931 года и фильме «Время взаймы» 1939 года.

## Последствия получения бессмертия
Последствия бессмертия варьируются от благословения до проклятия для человека и от утопии до антиутопии для общества. Научная фантастика обычно исследует средства, с помощью которых достигается бессмертие, и иногда последствия для отдельных людей, в то время как фантастика обычно больше углубляется в долгосрочные последствия для общества и вопросы морали.

### Негативные последствия
В большинстве случаев бессмертие изображается как сильно желаемое, но не действительно желанное, а истории, в которых оно появляется, обычно служат своего рода предостережением. Некоторые произведения, такие как рассказ аргентинского писателя Хорхе Луиса Борхеса «Бессмертный» 1947 года и роман Патрика О’Лири «Невозможная птица» 2002 года, заходят так далеко, что бессмертные стремятся вернуть свою смертность. Брайан Стаблфорд говорит: «Когда бессмертное состояние кажется вполне удовлетворительным само по себе, однако, мир, как правило, оказывается неполноценным».

#### Физические и психологические
Непреодолимое уныние или беспокойство часто изображается как неизбежное следствие вечной жизни. Сатирические описания того, на что могут пойти бессмертные существа, чтобы избавиться от скуки, можно найти в серии «Танцоры на краю времени» Майкла Муркока и в романе Дугласа Адамса 1982 года «Жизнь, Вселенная и всё остальное»; в последнем случае персонаж Долбаггер Удлинившийся Бесконечно проводит вечность, путешествуя по Вселенной, чтобы оскорбить в лицо каждое живое существо в алфавитном порядке. Ещё одна проблема, с которой сталкиваются бессмертные в некоторых произведениях, — это физическая деградация, либо из-за продолжающегося естественного старения, либо как прямой побочный эффект самого бессмертия. Последняя проблема проявляется в рассказе Олдоса Хаксли «Через много лет» (1939), где бессмертные медленно превращаются в обезьяноподобных существ, и в романе Боба Шоу «Миллион завтра» (1970), где бессмертие вызывает импотенцию. Хотя вечное детство как духа, так и тела делает Питера Пэна Дж. М. Барри беззаботным и радостным, оно также делает его эгоцентричным и неспособным к формированию значимых длительных отношений. С другой стороны, несоответствие стареющего разума вечно молодому телу является причиной страданий во многих историях о детях-вампирах, а в романе Брюса Стерлинга «Священный огонь» (1996) возвращение молодости в старости путем омоложения оказывает тревожащее воздействие на психику. Другой психологический побочный эффект бессмертия, изображённый в некоторых произведениях, таких как вышеупомянутое «Во времени», произведения Роджера Желязны и рассказ Андрея Иркутова «Бессмертие» 1924 года, — это повышенный страх смерти, поскольку бессмертная жизнь «слишком ценна, чтобы ею рисковать». Безымянный, персонаж видеоигры Planescape, действие которой разворачивается во вселенной Dungeons & Dragons, обладает амнезией наряду с бессмертием; травмы, которые были бы смертельными, если бы не его бессмертие, вместо этого заставляют его терять сознание, чтобы позже очнуться без каких-либо воспоминаний. Регулярно повторяющаяся (и, таким образом, функционально антероградная) амнезия является побочным эффектом бессмертия в рассказе Джона Пирса «Инвариант» в 1944 году, следствием восстановления тела и разума в прежнее состояние, в то время как однократная (и, следовательно, функционально ретроградная) амнезия является побочным эффектом лечения бессмертия в романе Кристофера Приста «Утверждение» (1981), а постоянная потеря самых старых воспоминаний из-за превышения емкости памяти мозга появляется в рассказе Майкла Флинна «Мелодии сердца» (1994).

#### Религиозные
В рассказе Ричарда Каупера «Титонский фактор» (1983) обнаруживается, что загробная жизнь существует, к огорчению тех, кто уже обрёл бессмертие, когда это открытие было сделано. Аналогичным образом, в вышеупомянутом «Великая тайна» изображен персонаж, испытывающий сильное отвращение к перспективе бессмертия, поскольку оно исключает реинкарнацию, необходимую для достижения просветления, согласно их индуистской вере. Бессмертие также вступает в конфликт с реинкарнацией в рассказе Джона Браннера «Витанулы» 1967 года; отсутствие смерти приводит к такой нехватке душ, что дети в итоге рождаются без души.

#### Социальные и политические
В произведениях, где бессмертие не является всеобщим, бессмертные сталкиваются с проблемой смерти своих близких, как, например, в рассказе Мэри Шелли «Смертный бессмертный» 1833 года, в то время как вымышленные общества с всеобщим бессмертием по своей природе подвержены перенаселению, как показано в «Великий секрет» и рассказе Ричарда Уилсона «Восемь миллиардов». Авторы часто сочетают бессмертие с бесплодием, чтобы обойти последнюю проблему. С другой стороны, отсутствие репродукции у бессмертных также изображается как причина проблем всего населения в некоторых произведениях — одним из примеров является стагнация общества в рассказе Альгиса Будриса «Конец лета» 1954 года, а в романе Дэвида Келлера «Вечная жизнь» 1934 года люди требуют противоядия, которое восстановит и смертность, и рождаемость. В романе Нила Белла 1930 года «Седьмая чаша» изображены ужасные последствия для общества после появления препаратов бессмертия — не из-за самого бессмертия, а скорее из-за действий власть имущих в ответ на новую технологию, стремящихся достичь своих собственных целей. В романе Уолтера Безанта «Внутренний дом», написанном в 1888 году, эти проблемы объединены: лечение, продлевающее жизнь, призванное обеспечить дополнительное, но всё же ограниченное время для избранных, вместо этого приводит к возникновению авторитарного общества, где жизнь каждого продлевается на неопределенный срок и осуществляется строгий контроль за численностью населения, где разрешено только рождение взамен случайной смерти, что приводит к социальному застою в последующие века. В романе Жозе Сарамаго «Смерть через интервалы», написанном в 2005 году, неожиданное прекращение всякой смерти в обществе, привыкшем к её присутствию, вызывает демографические проблемы, экономические потрясения и нехватку ресурсов и пространства. В романе марокканского писателя Мохаммеда Азиза Лахбаби «Эликсир жизни» 1974 года изобретение титульного эликсира приводит к обострению неравенства, классовому конфликту и социальным беспорядкам, отчасти потому, что бедные убеждены, что эликсир получит только социальная элита. В рассказе египетского писателя Тауфика аль-Хакима «В год один миллион», написанном в 1947 году, общество будущего, в котором исчезли смерть и болезни, также лишено любви и искусства, что заставляет население восстать, чтобы обратить вспять эти события и вернуть смысл жизни; пьеса аль-Хакима «Путешествие в завтра», написанная в 1958 году, была основана на этом рассказе и развивает его темы.

#### Моральные
В произведениях жанра ужасов ценой бессмертия, как правило, является потеря человечности. Моральная цена достижения бессмертия рассматривается как неприемлемая в некоторых произведениях, где оно зависит от смерти других людей. В рассказе Ларри Нивена 1967 года «Человек-пазл» бессмертие достигается путем пересадки органов, но существует хроническая нехватка органов. По этой причине органы изымаются у казнённых преступников, что приводит к расширению применения смертной казни и включению в нее более широкого спектра преступлений, чтобы удовлетворить спрос, в конечном итоге включая нарушение правил дорожного движения.

#### Отчуждение
Отчуждение — распространённое последствие бессмертия. Бессмертные в обществе смертных часто чувствуют необходимость скрывать своё бессмертие, чтобы их не заперли в лаборатории для изучения. С этой проблемой сталкивается группа бессмертных людей в вышеупомянутом романе Джеймса Ганна «Бессмертные», а также в телесериале 1970 года «Бессмертный», снятом по роману Ганна. Одинокие бессмертные заглавные герои вышеупомянутого «Человека с Земли» и фильма 2015 года «Век Адалин» дополнительно испытывают одиночество, вынужденные каждые десять лет или около того менять место жительства, чтобы окружающие не заметили, что они не стареют. В романе Роберта Силверберга «Рожденные мертвыми» 1974 года бессмертие достигается путем воскрешения после смерти, и те, кто прошёл через эту процедуру, становятся отчужденными от остального общества из-за эмоциональных последствий.

### Позитивные
Существуют также произведения с восторженным или откровенно утопическим видением бессмертия, например, роман 1928 года «Мои первые две тысячи лет» Пола Элдриджа и Джорджа Сильвестра Вирека, в котором жизнь одинокого бессмертного показана как привилегированное положение. В этих позитивных образах бессмертие, как правило, не является универсальным. Заметным исключением является рассказ Джорджа Бернарда Шоу «Назад к Мафусаилу» 1921 года, который был подвергнут критике Карелом Чапеком, включившим контраргумент в предисловие к своей пьесе «Секрет Макропулоса» 1925 года. Рассказ Иден Филлпоттс «Девушка и фавн» 1916 года занимает позицию, согласно которой издержки бессмертия перевешиваются его преимуществами.
Писатель Андрей Иркутов в рассказе «Бессмертие» 1924 года представил себе наступление пролетарской революции в результате изобретения лекарства от бессмертия. В рассказе бессмертие дается власть имущим и их исполнителям, в то время как рабочие не заинтересованы в нём, поскольку не хотят вечно заниматься своим трудом. Следовательно, бессмертные не смеют сопротивляться революции, боясь потерять свою бессмертную жизнь.